# ليان تشوو
ليان تشوو (بالإنجليزية: Leanne Choo) هي لاعبة كرة الريشة أسترالية، ولدت في 5 يونيو 1991 في Ashford, South Australia ‏ في أستراليا.

## وصلات خارجية
- ليان تشوو على موقع BWF.tournamentsoftware.com (الإنجليزية)
- ليان تشوو على موقع BWFbadminton.com (الإنجليزية)
- ليان تشوو على موقع اللجنة الأولمبية الدولية (الإنجليزية)
- ليان تشوو على موقع أوليمبيديا (الإنجليزية)
- ليان تشوو على موقع اللجنة الأولمبية الأسترالية (الإنجليزية)
- ليان تشوو على موقع اتحاد ألعاب الكومنولث (مؤرشف) (الإنجليزية)